# Bonded By Blood
Bonded by Blood (Unidos por Sangre) es el álbum debut de la banda de thrash metal proveniente de San Francisco, Exodus.
El álbum en sí, fue terminado en 1984, pero fue publicado en 1985 por algunos problemas que tuvo la banda con la compañía discográfica. 
Es considerado uno de los álbumes de thrash metal más influyentes de todos los tiempos. Aparte del Demo de 1982, es el único álbum con Paul Baloff en la voz. Baloff volvió a Exodus por cinco años (De 1997 hasta su muerte en 2002), y Participó en el álbum en vivo de 1997, Another Lesson in Violence.
En 2008 Bonded by Blood fue Regrabado con la formación moderna de la banda bajo el nombre de Let There Be Blood. El guitarrista Gary Holt y el baterista Tom Hunting son los únicos miembros originales que participaron en esta nueva versión. En enero de 2007 Bonded by Blood ya había vendido sobre las 32 000 copias solo en los Estados Unidos.

## Canciones
| N.º | Título                             | Escritor(es)           | Duración |  |
| 1.  | «Bonded by Blood»                  | Baloff, Holt           | 3:43     |  |
| 2.  | «Exodus»                           | Baloff, Holt           | 4:05     |  |
| 3.  | «And Then There Were None»         | Holt, Hunting          | 4:40     |  |
| 4.  | «A Lesson in Violence»             | Holt, Hunolt           | 3:49     |  |
| 5.  | «Metal Command»                    | Baloff, Holt, Whitaker | 4:13     |  |
| 6.  | «Piranha»                          | Baloff, Holt           | 3:45     |  |
| 7.  | «No Love»                          | Baloff, Holt           | 5:08     |  |
| 8.  | «Deliver Us to Evil»               | Holt, Hunolt, Whitaker | 5:32     |  |
| 9.  | «Strike of the Beast»              | Baloff, Holt           | 3:57     |  |
| 10. | «And Then There Were None (Live)*» | Holt, Hunting          | 4:52     |  |
| 11. | «A Lesson in Violence (Live)*»     | Holt, Hunolt           | 3:26     |  |

- *Century Media Relanzamiento

## Créditos
- Paul Baloff - voz
- Gary Holt - guitarra líder y guitarra rítmica
- Rick Hunolt - guitarra líder y guitarra rítmica
- Rob McKillop - bajo
- Tom Hunting - batería y percusión